# Disobedient
Disobedient ist der Titel des am 10. Februar 2015 über Sumerian Records veröffentlichten fünften Studioalbums der US-amerikanischen Hardcore-Band Stick to Your Guns.
Das Album wurde von John Feldmann, der bereits mit The Used und Story of the Year an Alben arbeitete, produziert. Die reguläre Version beinhaltet elf Stücke mit einer Gesamtspielzeit von 29 Minuten und 38 Sekunden; während die Deluxe-Version drei weitere Titel und eine gesamte Spielzeit von 37 Minuten und 16 Sekunden aufweist. Disobedient schaffte wie sein Vorgänger Diamond aus dem Jahr 2012 den Einstieg in den US-amerikanischen Albumcharts und ist zugleich das erste Album der Band, das sich in Deutschland platzieren konnte.
Als Gastmusiker wirkten Walter Delgado von Rotting Out, Scott Vogel von Terror und Toby Morse von H2O mit. Außerdem trugen Motionless in White Gangshouts bei. Als Singles wurden Nobody und What Choise Did You Give Us? ausgekoppelt. Zudem erschien das Lied RMA (Revolutionary Mental Attitude) vorab. Zu Nobody, What Choice Did You Give Us? und The Crown wurde je ein Musikvideo veröffentlicht.

## Entstehung
Bereits Anfang April des Jahres 2013 wurde durch den frisch in die Band eingestiegenen Josh James, welcher nebenbei bei Evergreen Terrace und Casey Jones aktiv ist bzw. war, ein neues Album für das Jahr 2014 angekündigt. In diesem Zeitraum verbrachten die Musiker bereits Zeit mit dem Schreiben erster Lieder für das Album. Für das Album schrieben die Musiker insgesamt 18 Lieder, einige davon wurden gemeinsam mit Produzent John Feldman im Studio verfasst. Am 5. Februar des Jahres 2014 bezogen die Musiker mit Produzent John Feldmann das Aufnahmestudio, um mit den Arbeiten an ihrem Album zu starten. Knapp fünf Wochen später waren die Aufnahmen abgeschlossen.
Als Gastmusiker konnte die Band Musiker wie Toby Morse von H2O, Scott Vogel von Terror und Walter Delgado von Rotting Out gewinnen. Für die Gangshouts fragten die Musiker Motionless in White an, als die Gruppe deren Mitglieder zufälligerweise in Los Angeles begegnete. Die Musiker von Stick to Your Guns und Motionless in White sind miteinander befreundet, sodass Motionless in White, trotz einer anstehenden Australien-Konzertreise, ihre Beteiligung an dem Album zusagte.
Auf dem Album sind, wie auf dem Vorgänger Diamond, vereinzelt Zitate aus verschiedensten Reden des indischen Philosophen Jiddu Krishnamurti zu hören.

## Titelliste
| #   | Titel                               | Komponist(en) | Länge | Anmerkungen                         |
| --- | ----------------------------------- | ------------- | ----- | ----------------------------------- |
| 1.  | It Starts With Me                   |               | 2:31  |                                     |
| 2.  | What Choice Did You Give Us?        |               | 2:55  | • 2. Single • Animiertes Musikvideo |
| 3.  | Nobody                              |               | 3:05  | • 1. Single • Musikvideo            |
| 4.  | RMA (Revolutionary Mental Attitude) |               | 1:28  | • feat. Toby Morse                  |
| 5.  | Nothing You Can Do to Me            |               | 2:22  | • feat. Walter Delgado              |
| 6.  | To Whom It May Concern              |               | 3:17  |                                     |
| 7.  | The Crown                           |               | 3:30  | • Musikvideo                        |
| 8.  | I Choose Nothing                    |               | 3:15  | • feat. Scott Vogel                 |
| 9.  | Disobedient                         |               | 1:04  |                                     |
| 10. | The War Inside                      |               | 3:02  |                                     |
| 11. | Left You Behind                     |               | 4:29  |                                     |
| 12. | Every Second                        |               | 1:42  | • Bonustitel                        |
| 13. | The Crown                           |               | 3:24  | • Bonustitel • Akustikversion       |
| 14. | Nothing You Can Do to Me            |               | 2:32  | • Bonustitel • Akustikversion       |

## Promotion

### Musikvideos und Singles
Am 21. Oktober 2014 wurde mit Nobody die erste Singleauskopplung mitsamt Musikvideo ausgekoppelt. Am 9. Dezember gleichen Jahres wurde mit What Choice Did You Give Us? die zweite Single mitsamt einem animierten Musikvideo der Öffentlichkeit präsentiert. Ende Januar 2015 wurde das Stück RMA (Revolutionary Mental Attitude), bei dem Toby Morse von H2O als Gastmusiker zu hören ist, vorab veröffentlicht, dient jedoch nicht als offizielle Single. Am 8. Juni 2015, nach der Veröffentlichung des Albums, präsentierte die Band ein Musikvideo zu ihrem Stück The Crown.

### Konzertreisen
Im Februar und März 2015 spielte die Band die Disobedient Tour mit The Amity Affliction, Being as an Ocean, In Hearts und '68, die durch die Vereinigten Staaten und Kanada führte. Im April und Mai 2015 absolvierte die Band eine weitere Europatournee mit der australischen Band Deez Nuts, die außerdem von Being as an Ocean und Trash Talk begleitet wurde. Im Rahmen dieser Tournee waren Auftritte auf dem Groezrock, alle sieben Stationen des Impericon Festivals, sowie auf den erstmals organisierten Schwesterfestivals Rock im Revier und Rockavaria. Zuvor spielte die Band mit The Amity Affliction und In Hearts Wake eine Tournee durch Nordamerika. Im August 2015 folgte eine kurze Europatournee, die unter anderem Festivalauftritte auf dem Ieperfest, dem Kent Music Festival und dem Summerblast Festival beinhaltete, ehe im Oktober und November eine weitere Nordamerika-Konzertreise mit Emarosa, Blessthefall und Oceans Ate Alaska folgte.

## Erfolg

### Kommerziell
In der Woche des 28. Februar 2015 stieg Disobedient auf Platz 85 in den US-amerikanischen Albumcharts ein und hielt sich eine Woche lang dort auf. Es ist nach Diamond, das zweite Album der Band, dass sich in den offiziellen Albumcharts der Vereinigten Staaten platzieren konnte. Laut der Kolumne Metal by Numbers des Onlinemagazins Metalinsider.net verkaufte sich das Album rund 7.800 mal innerhalb der ersten Verkaufswoche in den Vereinigten Staaten. In Deutschland stieg das Album auf Platz 42 ein und stellt damit die erste Chartnotierung in den Albumcharts dar.
| ChartsChartplatzierungen       | Höchstplatzierung | Wochen |
| ------------------------------ | ----------------- | ------ |
| Deutschland (GfK)              | 42 (1 Wo.)        | 1      |
| Vereinigte Staaten (Billboard) | 85 (1 Wo.)        | 1      |

### Pressestimmen
Jan Hassenpflug von Laut.de schreibt, dass Disobedient kaum Raum für Kritik lasse. Allerdings machte er die geringe Gesamtspielzeit als einen Kritikpunkt aus und stellt die These auf, dass musikalisches Material fehle. Als weiteren Kritikpunkt nannte er die immer wieder eingebauten „Wohohoh-Chöre“, die das stimmige Gesamtkonzept um ein nerviges Element bereichere. Alles in Allem bespricht Hassenpflug das Album insgesamt positiv: Sei es der Tatsache geschuldet, dass die Musiker aus wenig viel machen können oder die Gastsänger auf dem Album. Tobias Groß von Stageload befindet, dass Disobedient nahtlos an Diamond anschließe. Die Gruppe wandere inzwischen eher in Gefilden des Melodic Hardcore. Auch Groß beschreibt, die „Woahs“ als Dämpfer der positiven Entwicklung, welche die Lieder in ein falsches Licht rücken. Auch lyrisch, so Groß, verrenne sich die Band immer wieder in Klischees. Er zieht in seinem abschließenden Absatz das Fazit, dass die Musiker versuchen etwas zu sein, was sie nicht sind, wodurch die rebellische Attitüde, die die Band an den Tag legt, aufgesetzt herüberkommt.